# ماريان مور
ماريان كريغ مور (15 نوفمبر 1887 - 5 فبراير 1972) كانت شاعرة وناقدة ومترجمة ومحررة أمريكية حدّاثة. اتسمت أشعارها بالإبداع الشكلي، والأسلوب الدقيق، والسخرية، والذكاء.

## نشأتها
وُلدت مور في كيركوود، ميزوري، في منزل قسّ كنسية بريسبيتارية (مشيخية)، إذ كان جدها لأمها، جون ريدل وارنر يعمل قسًّا. والدها جون ميلتون مور، كان مهندسًا ميكانيكيًا ومخترعًا، عانى من نوبات ذُهان، ونتيجة لذلك انفصل والداها قبل ولادتها. لم تقابل مور والدها قط. ربتها والدتها ماري وارنر مور مع شقيقها الأكبر، جون وارنر مور. كتب أفراد العائلة الكثير من الرسائل لبعضهم البعض طوال حياتهم، وغالبًا ما كانوا يخاطبون بعضهم البعض بكنيات مرحة ولغة خاصة.
كانت مور مشيخية ملتزمة وتأثرت بشدة بجدها كوالدتها وشقيقها الأكبر، وتعاملت مع دينها المسيحي كدرس في القوة تدلل عليه وتبرئه بالمحاكمات والإغراءات. كثيرًا ما تناولت قصائدها مواضيع القوة والشدائد، ورأت أنه «لا يمكن العيش دون معتقد ديني». عاشت مور في منطقة سانت لويس حتى السادسة عشرة من عمرها. بعد وفاة جدها في عام 1894، أقام الثلاثة مع أقاربهم بالقرب من بيتسبرغ لمدة عامين، ثم انتقلوا إلى كارلايل، بنسلفانيا، حيث عثرت والدتها على عمل كمدرسة للغة الإنجليزية في مدرسة خاصة للفتيات.
التحقت مور بكلية برين ماور عام 1905. تخرجت بعد أربع سنوات مع درجة البكالوريوس في التاريخ والاقتصاد والعلوم السياسية. كانت الشاعرة هيلدا دوليتل ضمن زملائها في الصف خلال سنتهم الجامعية الأولى. في كلية برين ماور، بدأت مور كتابة القصص القصيرة والقصائد لصالح مجلة تيبين أوبوب، المجلة الأدبية الجامعية، وقررت أن تصبح كاتبة. عملت بعد تخرجها لفترة قصيرة في نادي ليك بلاسيد لصاحبه ملفل ديوي، ثم درست مواد إدارة الأعمال في مدرسة كارلايل الصناعية الهندية من عام 1911 حتى عام 1914.

## أسلوبها الشعري
لعل أشهر قصيدة لمور هي قصيدتها التي بعنوان «الشعر»، التي تتمنى فيها شعراءً يمكنهم خلق «حدائق خيالية تحتوي على ضفادع حقيقية». عبرت أيضًا عن فكرتها بالوزن الشعري (التفعيلة) وغيره من الأمور بادعائها أن عنوان القصيدة الحصري «الشعر»، ليس ذا أهمية بالغة بقدر اللغة الممتعة والتعبير الصادق الدقيق بشتى أشكاله. كان وزن مور الشعري مستقلًا تمامًا عن التقاليد الإنجليزية، فبعد كتابتها للقصائد المقطعية، شجعها ظهور الشعر الحر على تجربة أوزان شعرية غير مألوفة في السابق.
نسبت مور الفضل إلى شعر إديث سيتول في «تكثيف اهتمامها بالإيقاع وتشجيع اختلافها الإيقاعي». في عام 1935، أشارت في رد لها على سيرة موجزة إلى «إعجابها بالقافية غير المشددة، وأن الحركة الموسيقية للقصيدة أكثر أهمية من المظهر التقليدي للسطور على الصفحة، وأن ما يمثل وحدة التكوين هو المقطع الشعري لا السطر». علقت مور لاحقًا في كتابها قصائد مختارة لعام 1969، على شكلها الشعري أيضًا، قائلةً «في كل شيء كتبته، كانت توجد سطور اقترضت فيها الفائدة الرئيسية، ولم أتمكن بعد من تجاوز أسلوب الكتابة الهجين هذا».

كثيرًا ما ألفت مور شعرها بالطريقة المقطعية، فاستخدمت المقاطع الشعرية مع عدد محدد مسبقًا من المقاطع باعتبارها «وحدة من الإحساس» مع مسافة بادئة تُبرز المتوازيات، وشكل المقطع الشعري الذي يشير إلى التنسيق المقطعي، إلى جانب صوتها المقروء الذي ينقل اتجاهها النحوي. توضح هذه السطور من قصيدة «الشعر» موقف مور: الشعر مسألة مهارة وإخلاص بأي صورة من صوره، لا يمكن أن يكون أي شيء مكتوب بشكل سيئ شعرًا، حتى لو كان كاملًا:
ولا يصلح
التمييز بين «الوثائق التجارية و
الكتب المدرسية»: فجميعها ظواهر مهمة. يجب على المرء التمييز

لكن: عندما يلاحق نصف الشعراء الشهرة، فإن ما سنجنيه ليس شعرًا

## جوائز
حصلت على جوائز منها:
- جائزة الكتاب الوطني للشعر [الإنجليزية]‏ (1952)
- جائزة بوليتزر عن فئة الشعر (1952)
- جائزة الكتاب الوطني  [لغات أخرى]‏ (1951)
- جائزة بولينغن [الإنجليزية]‏ (1951)[21]
- زمالة غوغنهايم.

## روابط خارجية
- ماريان مور على موقع الموسوعة البريطانية (الإنجليزية)
- ماريان مور على موقع مونزينجر (الألمانية)
- ماريان مور على موقع ميوزك برينز (الإنجليزية)
- ماريان مور على موقع إن إن دي بي (الإنجليزية)
- ماريان مور على موقع ديسكوغز (الإنجليزية)